# Monique Donckers
Monique Donckers (Wilrijk, 3 maart 1954) is een Belgische beeldhouwster en kunstschilder.  Verschillende van haar beeldhouwwerken staan op openbare plaatsen.

## Opleiding
Monique  Donckers volgde een Bachelor Plastische Kunsten aan het Sint-Maria Instituut in Antwerpen.  Daarna werkte ze enkele jaren in de publiciteitssector, onder andere in het Verenigd Koninkrijk.
Na haar huwelijk in 1979 nam ze de zorg voor haar gezin met drie kinderen op zich. Zij bleef geïnteresseerd in kunst.
Bij een bezoek aan de musea Rodin in Parijs en Meudon in 1991 raakte ze overtuigd van haar roeping als beeldhouwster, ook al had ze daar geen enkele ervaring in. Ze schreef zich in 1992 in voor een opleiding beeldhouwen aan de Academie van Berchem (stedelijk deeltijds kunstonderwijs). Zij was toen al 38 jaar en moest die zes jaar durende opleiding combineren met de zorg voor haar gezin. Donckers was echter een zeer gedreven leerlinge en werd al snel door alle docenten als heel talentvol erkend. Zij kreeg de vrijheid zichzelf te bekwamen en te ontwikkelen als kunstenaar.
Reeds tijdens haar opleiding nam ze deel aan tentoonstellingen en ontving ze prijzen voor haar beeldhouwwerk.

## Beeldhouwster
Haar beeldhouwwerk is figuratief, het menselijk lichaam staat centraal. Ze vindt inspiratie in haar eigen lichaam en geest, van waaruit zij  de mens met zijn angsten en bekommernissen verkent.
Twee thema's staan centraal in haar werk, enerzijds de relatie van de mens tot zichzelf (gevangen zitten in zichzelf) en anderzijds de relatie van de mens tot andere mensen (de moeilijkheid van onderlinge communicatie of de woorden die men niet over de lippen krijgt). Haar beelden tonen op een confronterende wijze de kwetsbaarheid van de mens en de vergeefsheid van de menselijke contacten.
Haar beelden zijn meestal levensgroot. Als materiaal gebruikt zij meestal beton en cement, op basis van een ontwerp in klei waarmee zij een matrijs in gips maakt. Zij vervaardigt ook kleine werken in brons, lood en gips. Kenmerkend is het verwerken van attributen in sommige van haar beeldhouwwerken, zoals poppenogen, water, glas, afgietsels van lichaamsdelen, stoffen, pruiken, enz.  om bewegingloze beelden toch een illusie van beweging te geven.
Zij vindt haar inspiratie in boeken, versregels, filmfragmenten en songs, die zij samenbrengt in haar vormgeving. Donckers probeert hiermee naar de essentie te zoeken, een kern, een psychologisch of een filosofisch statement. Psychiatrische inrichtingen trekken haar aan, omdat de angsten en verlangens bij de psychiatrische patiënten uitvergroot worden.
In 1994 won zij met het werk “De Autist” de "InterNational Art Contest Huize Tordale" in Torhout, een organisatie met bijzondere aandacht voor mensen met autisme, gedrags- en emotionele problemen, en een wedstrijd van het Universitair Psychiatrisch Centrum Duffel met het beeld "Transit". Hierdoor liep haar werk in de kijker van andere psychiatrische inrichtingen. Het decreet van Wivina De Meester koppelde immers subsidies van psychiatrische inrichtingen en andere zorginstellingen aan het verwerven van cultureel patrimonium in de vorm van een geïntegreerd kunstwerk en door hun aard en thema waren de werken van Monique Donckers hiervoor een perfecte invulling. Dankzij deze opportuniteit kende het werk van Donckers een relatief snelle verspreiding op openbare plaatsen, wat op zijn beurt zorgde voor bekendheid buiten de wereld van psychiatrie.
Het succes van haar beeldhouwwerken stapelde zich op met tentoonstellingen, galerijen, werken op openbare plaatsen, werken voor bedrijfsfondsen en particuliere bestellingen. De lijst van de exposities wordt bijgehouden op haar persoonlijke website.
Met het werk "Greening II" geplaatst in de Botanische Tuin in Antwerpen verwierf ze internationale bekendheid.

## Kunstschilder
Haar ziekte in 2008 bemoeilijkte het werken met zware beeldhouwmaterialen. Tevens voelde ze zich vastgelopen in de manier waarop ze zich driedimensionaal kon ontwikkelen. Daarom zocht ze naar een andere uitdrukkingswijze voor haar artistieke ontwikkeling. Die vond zij in de schilderkunst.
Geleidelijk aan begon ze als autodidact het schilderen te leren, vooral via internet, en ontdekte zij de voor haar onbegrensde mogelijkheden van de schilderkunst. Daar waar de artistieke uitdrukkingen in de beeldhouwkunst beperkt worden door de steen, kan ze zich  in de schilderkunst focussen op de ogen om gevoelens weer te geven, wat bij beeldhouwkunst onmogelijk is. Een beeld focust op de buitenkant, met een schilderij  krijgt ze het gevoel binnen in de mens te komen.
Ze beperkt zich uitsluitend tot olieverf omdat dit net zoals beeldhouwkunst de mogelijkheid biedt om laag voor laag af te werken. Ondertussen ging ze ook experimenteren met kleuren. Net zoals haar beelden hebben haar schilderijen doorgaans een groot formaat.
Tot 2015 combineerde ze de beeldhouwkunst met het schilderen, maar zij vond meer voldoening in de schilderkunst. De combinatie van beeldhouwen en schilderen werd voor haar uiteindelijk artistiek onmogelijk omdat ze de uitdrukkingsmiddelen te ver uit elkaar vond liggen. Vanaf 2015 beperkt ze zich tot schilderen.
Net zoals in haar beeldhouwwerken zijn haar schilderijen figuratief en vindt ze haar inspiratie in haar eigen lichaam en geest. Zij maakt veel zelfportretten, waarvan sommige heel confronterend, want gelieerd aan haar ziekte en de gevolgen hiervan. Daarnaast is haar onmiddellijke omgeving ook een belangrijke inspiratie- en verwerkingsbron. Haar schilderijen en portretten zijn gebaseerd op foto’s uit haar eigen archief en suggereren een grote intimiteit en emotionele betrokkenheid. Soms vertrekken haar werken vanuit het perspectief van de lens, soms vanuit het oog.
Ondertussen heeft zij  een gans oeuvre aan werken geschilderd met verschillende thema's, waarvan ze een groot aantal op haar persoonlijke website exposeert.
Kenmerkend zijn de intimiteit en emotionele betrokkenheid die ze uitstralen. Met haar taboedoorbrekende zelfportretten waarop ze zeer expliciet de fysieke en mentale impact van chemo, bestralingen en mislukte reconstructies op haar lichaam toont wil ze het stigma dat een  vrouw die getekend is door kanker blijvend ondergaat niet langer verzwijgen, maar objectiveren en overstijgen.  Zij gebruikt dit thema gebruiken voor de eerste grote tentoonstelling van haar schilderijen van januari tot maart 2024 in Bierbeek, samen met Vicky Gruyters.
Monique Donckers heeft haar atelier in Hoboken. Sinds 2006 geeft ze ook intensieve stages beeldhouwen in Urciers in Centraal Frankrijk. Daar is ze ook geleidelijk gestart met de restauratie van beelden uit  lokale kerken.

## Awards en onderscheidingen[16]
- 1994: Laureate National Art Contest Huize Tordale Torhout met The Autist
- 1996: Selection – Price Ernest Albert Mechelen met Testimony
- 2006: Selection Natur-Art SABAM met Greening 2

## Werk op publieke plaatsen[17]
- Aalst, Beckton & Dickinson: brons levensgroot beeld (geen naam)
- Amsterdam, Kerkhof Zorghvliet: graf van Karin Verhoef
- Antwerpen (Nl), Botanische Tuin: Greening 2
- Antwerpen, SD Worx: Liliane 'Den Draad'
- Antwerpen, UFSIA: De Hedonist[18]
- Antwerpen, ZOO: De Zee-olifant[18]
- Berchem, Agoria: Greening 1
- Berchem,dierenkliniek: Balcony sculpture
- Brecht, kerkhof: Graf van Ludo Donckers‍
- Brecht, Lochtenburgplein: Rage, Rage, Against the dying of the light[18]
- Duffel, Psychiatrisch Centrum Sint-Norbertus: Transit[18]
- Ekeren, Domein Het Muysbroeck: Buddy
- Hoorn (Nl) Ciro: De Naakte Therapeut
- Hoorn (Nl) Kapel Ciro: Rage, Rage, against the dying of the light
- Hoorn (Nl),Ciro: Dress the part
- Mortsel, Psychiatrisch Centrum Sint-Amedeus, campus Waesdonck: De Schaduw [19]
- Spa,Ceran: Faces & Names
- Spa,Ceran: Greening 2
- Tessenderlo, basisschool: Herdenkeningsmonument van de grote ontploffing van 14 april 1942: 'We are the times'
- Tienen,Psychiatrisch Centrum Alexianen: Inside-Out
- Torhout, Huize Tordale: De Autist
- Zoersel, Woonzorgcentrum Home Joosten: Waardig Ouder Worden
- Zoersel,Psychiatrisch Centrum Bethanië: In-Between

- RKD-Nederlands Instituut voor Kunstgeschiedenis: 432311
- Union List of Artist Names: 500694486
- Virtual International Authority File: 51167198221667630182